# Lijst van voetbalinterlands Brazilië - Costa Rica (vrouwen)
Deze lijst van voetbalinterlands is een overzicht van alle officiële voetbalinterlands tussen de nationale vrouwenteams van Brazilië en Costa Rica. De landen hebben tot nu toe vijf keer tegen elkaar gespeeld.

## Wedstrijden
| № | Plaats      | Datum           | Competitie                                     | Wedstrijd             | Uitslag |
| - | ----------- | --------------- | ---------------------------------------------- | --------------------- | ------- |
| 1 | Hershey     | 23 juni 2000    | Noord-Amerikaans kampioenschap voetbal 2000    | Brazilië − Costa Rica | 8 − 0   |
| 2 | Guadalajara | 20 oktober 2011 | Pan-Amerikaanse Spelen 2011                    | Brazilië − Costa Rica | 2 − 1   |
| 3 | Moncton     | 17 juni 2015    | WK 2015                                        | Costa Rica − Brazilië | 0 − 1   |
| 4 | Hamilton    | 11 juli 2015    | Pan-Amerikaanse Spelen 2015                    | Costa Rica − Brazilië | 0 − 3   |
| 5 | Manaus      | 7 december 2016 | International Women's Football Tournament 2016 | Brazilië − Costa Rica | 6 − 0   |

## Samenvatting
| Competitie                                | Totaal gespeeld | Winst Brazilië | Gelijk | Winst Costa Rica | Doelsaldo Brazilië – Costa Rica |
| ----------------------------------------- | --------------- | -------------- | ------ | ---------------- | ------------------------------- |
| WK-eindronde                              | 1               | 1              | 0      | 0                | 1 − 0                           |
| Noord-Amerikaans kampioenschap            | 1               | 1              | 0      | 0                | 8 − 0                           |
| Pan-Amerikaanse Spelen                    | 2               | 2              | 0      | 0                | 5 − 1                           |
| International Women's Football Tournament | 1               | 1              | 0      | 0                | 6 − 0                           |
| Totaal                                    | 5               | 5              | 0      | 0                | 20 − 1                          |